# Sudamericano Juvenil de Rugby 2004
El Sudamericano Juvenil de Rugby de 2004 se llevó a cabo en las ciudades uruguayas de San José de Mayo y Colonia del Sacramento y participaron jugadores menores de 19 años (M19). El décimo noveno torneo juvenil fue ganado por el representativo de Argentina que goleó a su similares de Uruguay, Chile y Paraguay obteniendo así su copa número 18. 

## Equipos participantes
- Selección juvenil de rugby de Argentina (Pumas M19)
- Selección juvenil de rugby de Chile (Cóndores M19)
- Selección juvenil de rugby de Paraguay (Yacarés M19)
- Selección juvenil de rugby de Uruguay (Teros M19)

## Posiciones
| Pos. | Equipo    | Encuentros | Encuentros | Encuentros | Encuentros | Tantos  | Tantos    | Tantos     | Puntos |
| Pos. | Equipo    | jugados    | ganados    | empatados  | perdidos   | a favor | en contra | diferencia | Puntos |
| ---- | --------- | ---------- | ---------- | ---------- | ---------- | ------- | --------- | ---------- | ------ |
| 1    | Argentina | 3          | 3          | 0          | 0          | 153     | 30        | + 123      | 6      |
| 2    | Uruguay   | 3          | 2          | 0          | 1          | 39      | 44        | - 5        | 4      |
| 3    | Chile     | 3          | 1          | 0          | 2          | 79      | 54        | + 25       | 2      |
| 4    | Paraguay  | 3          | 0          | 0          | 3          | 32      | 175       | - 143      | 0      |

Nota: Se otorgan 2 puntos al equipo que gane un partido, 1 al que empate, 0 al que pierda

## Resultados

### Primera fecha[2]
| 29 de febrero 17:45 | Chile | 60 - 8  | Paraguay | Estadio Casto Martínez Laguarda, San José, Uruguay |                                |
|                     |       | Reporte |          | Asistencia: 1.300 espectadores                     | Asistencia: 1.300 espectadores |

| 29 de febrero 20:00 | Uruguay | 0 - 31  | Argentina | Estadio Casto Martínez Laguarda, San José, Uruguay |                                |
|                     |         | Reporte |           | Asistencia: 1.300 espectadores                     | Asistencia: 1.300 espectadores |

### Segunda fecha[3]
| 3 de marzo 17:45 | Argentina | 34 - 13 | Chile | Estadio Casto Martínez Laguarda, San José, Uruguay |  |

| 3 de marzo 20:00 | Uruguay | 27 - 7  | Paraguay | Estadio Casto Martínez Laguarda, San José, Uruguay |  |
|                  |         | Reporte |          |                                                    |  |

### Tercera fecha[4]
| 6 de marzo 17:45 | Argentina | 88 - 17 | Paraguay | Estadio Suppici, Colonia, Uruguay |  |

| 6 de marzo 20:00 | Uruguay | 12 - 6 | Chile | Estadio Suppici, Colonia, Uruguay |  |

| Bandera de Argentina |
| Campeón Argentina    |
| Décimo octavo título |